# Marta Fierro
Marta Fierro Mantecón (Monforte de Lemos, 15 de agosto de 1982), conocida como Eme DJ, es una DJ, escritora, productora y activista española, que ha sido reconocida en diversas ocasiones como una de las mejores DJs de España.

## Biografía
Empezó su carrera profesional en 1998 como DJ. En 2006 firmó un contrato con Intromúsica que la llevó a pinchar en el Festival Internacional de Benicassim (FIB) y más tarde ha actuado en otros festivales como el Sónar.
A lo largo de su trayectoria, ha producido cuatro epés y remezclado temas de artistas como Zahara, Dover, Vega, Love of Lesbian, Niños Mutantes, Varry Brava o Miss Caffeina, entre otros.  También ha pinchado con artistas como David Guetta, 2ManyDJs, Roger Sánchez, Calvin Harris, Zombie Kids o DJ Amable y teloneado a Madonna, Arcade Fire o Vetusta Morla, entre otros. Además, ha actuado en países como España, Reino Unido, Túnez, Italia o Bosnia y ha sido promotora del Costello Club y las Cosmic Nights en Madrid.
En 2015 publicó el libro Mamá, quiero ser DJ y en 2021Cómo ser DJ. El manual. En 2023 creó Depresión en la cabina, un proyecto para visibilizar los problemas en torno a la salud mental y la precariedad laboral de los dj y productores musicales, organizan charlas y jornadas itinerantes por España para reflexionar y buscar soluciones sobre esta situación. La historia de Fierro se narra en el documental de Menchu Esteban, Miedo al miedo.
Lesbiana declarada, en 2019, participó junto a Kira Fumero y Marta Talaverano, del grupo Cariño, participó en una sesión de It Gets Better España para comentar en torno a los mitos y estereotipos sobre las lesbianas con motivo de la celebración del Día de la Visibilidad Lésbica. En 2025 participó en el primer festival LBTIQ+ de Vigo por la visibilidad lésbica y queer, junto a artistas como Athenea García, High Paw o Meiga-i.

## Reconocimientos
En 2010 y 2011, ganó el premio de Mejor DJ Nacional concedido por la revista Rockdelux. También en 2011, fue nombrada una de los Djs Revelación Nacional del año en los Vicious Music Awards. En 2014 volvió a ser reconocida como Mejor DJ nacional por Rockdelux. Además, la revista Go Mag la nombró una de las 10 mejores DJ de España.